# Zamioculcas
Zamioculcas este un gen de Magnoliophyta din familia Araceae, care conține o singură specie, Zamioculcas zamiifolia. Este o plantă tropicală perenă, originară din Africa de Est, din sudul Kenyei până în nord-estul Africii de Sud. Printre denumirile comune se numără gemul de Zanzibar, planta ZZ, planta Zuzu, palmierul aroid, planta eternității și palmierul de smarald. Este cultivată ca plantă ornamentală, în principal pentru frunzișul său atractiv și lucios și pentru că este ușor de îngrijit.
Pepinierele olandeze au început propagarea comercială pe scară largă a plantei în jurul anului 1996. A fost descrisă pentru prima dată ca Caladium zamiifolium de către Loddiges în 1829, dar a fost mutată în noul său gen Zamioculcas de către Heinrich Wilhelm Schott și a primit numele său stabilit, Zamioculcas zamiifolia, de către Adolf Engler.

## Descriere
Florile sunt produse într-un mic spadic de culoare galben strălucitor până la maro sau bronz, lung de 5-7 cm, parțial ascuns printre bazele frunzelor; înflorirea are loc de la mijlocul verii până la începutul toamnei.
Zamioculcas zamiifolia conține un conținut neobișnuit de mare de apă în frunze (91%) și pețioli (95%) și are o longevitate individuală a frunzelor de cel puțin șase luni, ceea ce poate fi motivul pentru care poate supraviețui extrem de bine în condiții de lumină scăzută în interior timp de patru luni fără apă.

## Cultivare

### Utilizare în medicina tradițională
Deși sunt disponibile puține informații, se pare că Z. zamiifolia este folosită în scopuri medicinale în districtul Mulanje din Malawi și în munții Usambara de Est din Tanzania, unde sucul din frunze este folosit pentru tratarea durerilor de urechi.
În Tanzania, o cataplasmă din material vegetal zdrobit de Z. zamiifolia este utilizată ca tratament al afecțiunii inflamatorii cunoscute sub numele de "mshipa".
Rădăcinile de Z. zamiifolia sunt folosite ca aplicație locală pentru tratarea ulcerațiilor de către populația Sukuma din nord-vestul Tanzaniei.